# Solter felderi
Solter felderi is een insect uit de familie van de mierenleeuwen (Myrmeleontidae), die tot de orde netvleugeligen (Neuroptera) behoort. 
Solter felderi is voor het eerst wetenschappelijk beschreven door Navás in 1912.